# Ledikant

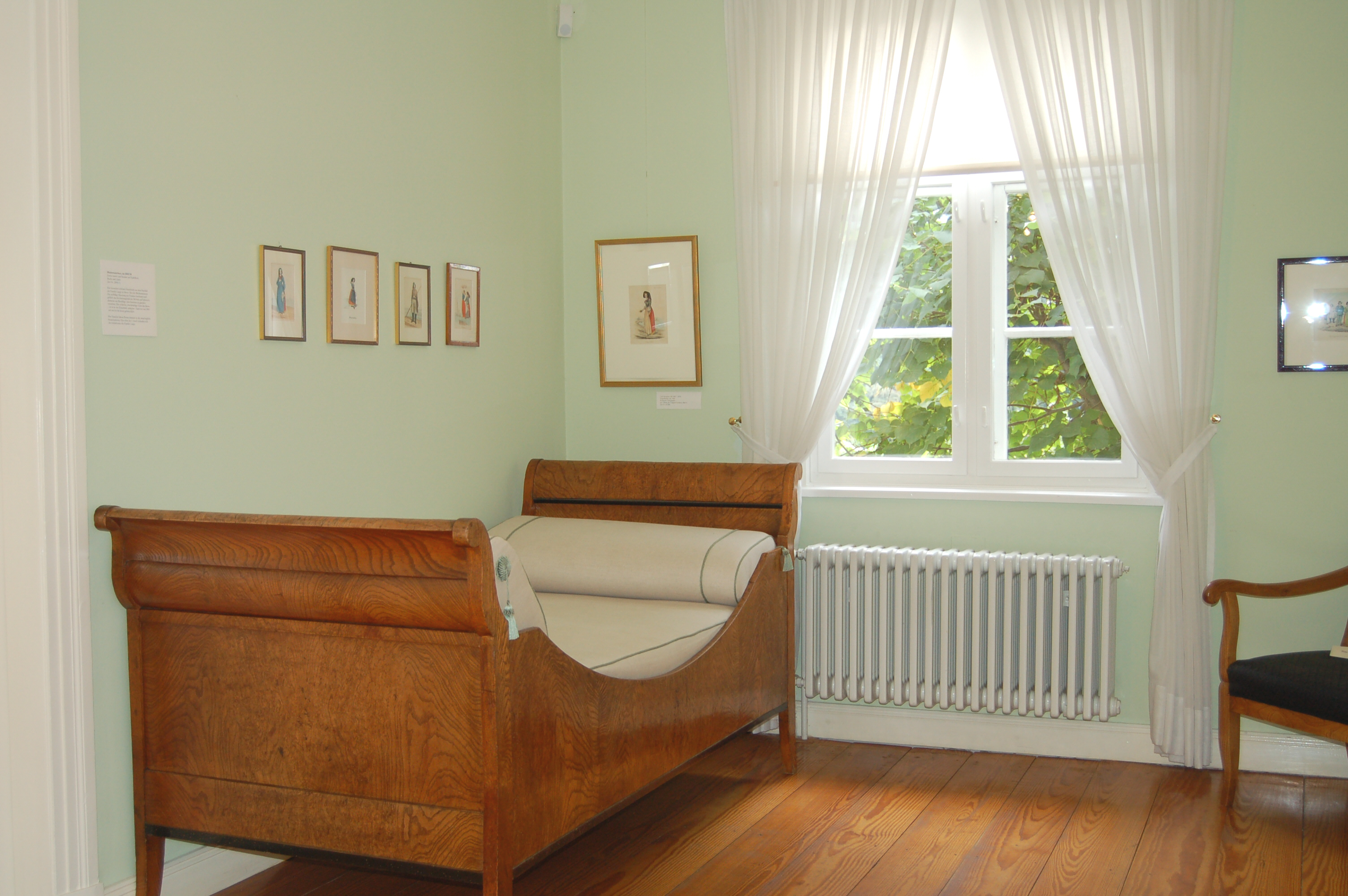
Ledikant, type: lits en bateau

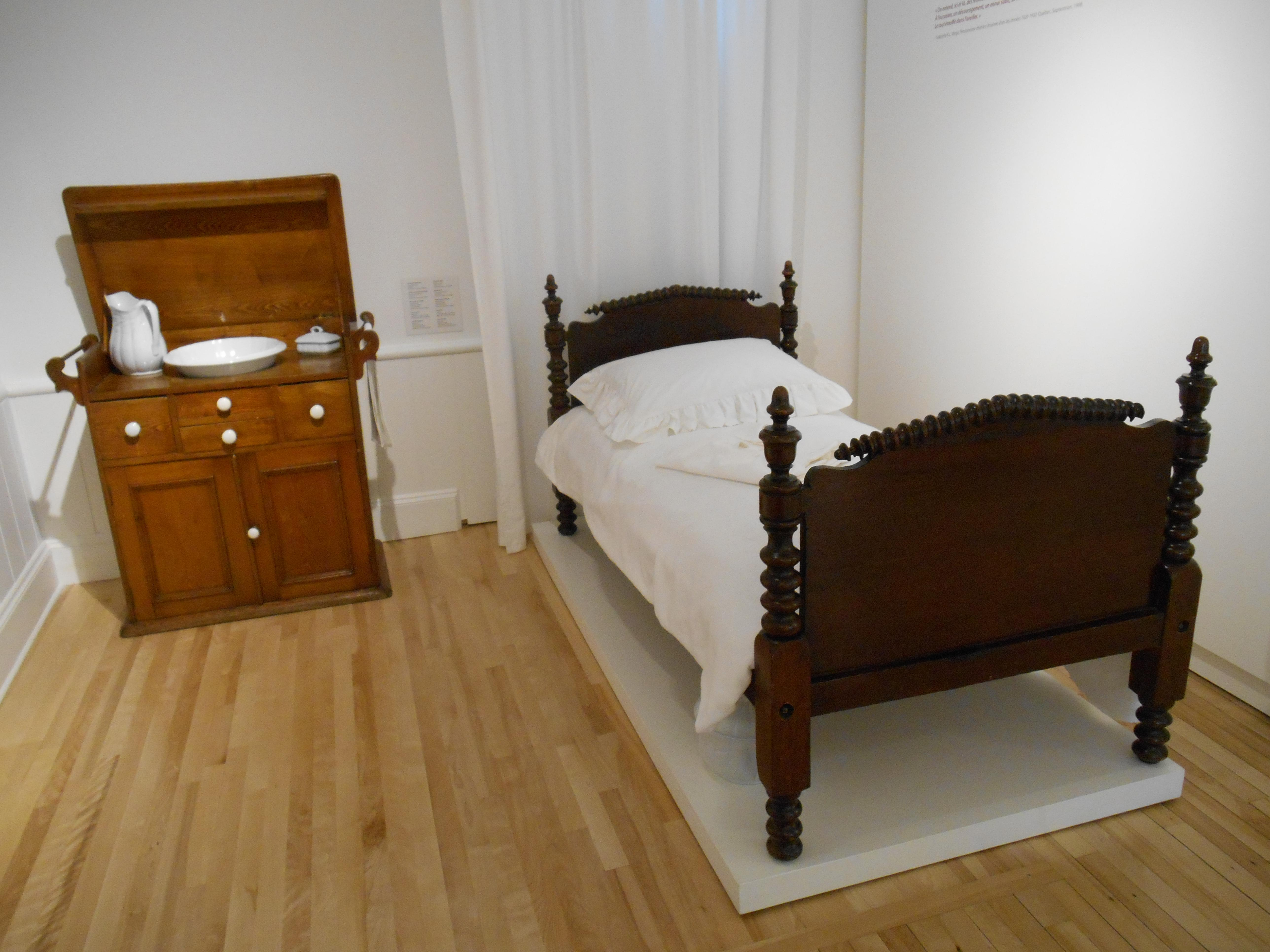
Ledikant, Canada, 19e eeuw

Een ledikant is een onderdeel van een bed, en is de constructie zonder de
matras en zonder het beddengoed.
Vaak zijn ledikanten van hout, vroeger werd ook vaak metaal toegepast.
Het belangrijkste deel is het deel waar de matras op komt te liggen, de matrasbodem. Deze moet samen met de matras voor een goed slaapcomfort zorgen. Enkele soorten zijn bijvoorbeeld:
- Lattenbodem, met dwars geplaatste verende houten latten.
- Spiraalvering, met in de lengte gespannen veren, die onderling in elkaar gedraaid zijn.
- Gaatjesbodem. Een vlakke, niet beweegbare bodem van hardboard met gaatjes erin.
- Boxspring. Een soort (onder)matras, gevuld met metalen veren.

In andere (tropische) landen zijn ook andere soorten ledikanten. Bijvoorbeeld een houten raam, waarin schuin en kruislings banden gespannen zijn.
Bij de spiraalvering staat er een flinke trekkracht op de metalen buizen waarin de veren zitten. Het is daarom zeer gevaarlijk om de metalen buizen door te zagen, omdat er grote krachten op staan.
De poten van het ledikant kunnen zo gemaakt zijn dat het ledikant gemakkelijk te verschuiven is.
Sommige ledikanten bestaan uit losse delen, bijvoorbeeld één of twee bodems waar de matras op komt, en een ombouw. Bij dergelijke ledikanten kan vaak gekozen worden tussen een vaste of een verstelbare bodem. Een verstelbare bodem kan (elektrisch of met de hand) versteld worden, zodat men half-zittend in bed kan zitten. Daarvoor is een matras nodig, die geschikt is om te buigen.